# ارنشت آلبرشت
ارنشت آلبرشت (به آلمانی: Ernst Albrecht) بازیکن فوتبال و مهاجم اهل آلمان است که از سال ۱۹۲۸ میلادی عضو تیم ملی فوتبال آلمان بوده‌است. وی در ۱۷ بازی ملی حضور داشته است و آخرین بازی ملی خود را در سال ۱۹۳۴ میلادی انجام داد. ارنشت آلبرشت در بازی‌های ملی‌اش ۴ گل به ثمر رساند.